# Bitwa pod Valverde

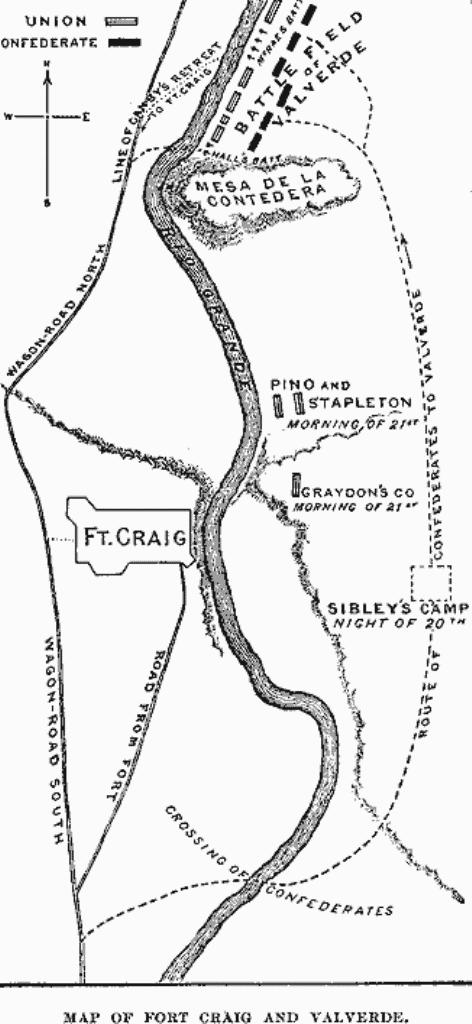
Mapa bitwy pod Valverde.

Bitwa pod Valverde miała miejsce 21 lutego 1862 roku, kiedy to wysłany przez dowództwo Konfederacji w celu dotarcia do Kalifornii gen. Henry H. Sibley ze swoim oddziałem liczącym ok. 2600 ludzi pokonał przeważające siły federalne gen. Edwarda Canby'ego.